# Yamahata Yosuke
Yamahata Yosuke (山端 庸介 Yamahata Yōsuke, Sơn Đoan Dong Giới) là một nhà nhiếp ảnh của Lục quân Đế quốc Nhật Bản.
Yamahata Yosuke sinh ngày 6 tháng 8 năm 1917 tại Singapore, mất ngày 18 tháng 4 năm 1966. Cha ông, Yamahata Shogyoku (山端 祥玉 Yamahata Shōgyoku, Sơn Đoan Tường Ngọc) (sau đó được biết đến như một nhiếp ảnh gia) từng làm việc liên quan đến nhiếp ảnh.
Ông đã đến Tokyo vào năm 1925 và học tại trường Đại học Hosei (Tokyo).
Vào ngày 10/8/1945, một ngày sau vụ thả bom nguyên tử tại thành phố Nagasaki, Yamahata bắt đầu ghi lại những hình ảnh đầu tiên về cuộc thảm sát tàn khốc nhất trong lịch sử Nhật Bản. Cả thành phố là một biển chết, ngập trong gạch vữa đổ nát và xác người cháy trụi.
Bộ ảnh của Yamahata được đánh giá là minh chứng sống động nhất, đầy đủ nhất hậu quả thảm khốc của vụ bom nguyên tử trên nước Nhật. Tạp chí New York Times đã từng gọi chúng là "Những bức ảnh mang sức mạnh tố cáo cao nhất mọi thời đại".
Yamahata đổ bệnh nặng vào ngày 6/8/1965, đúng ngày sinh nhật lần thứ 48 và cũng là ngày tưởng nhớ lần thứ 20 những nạn nhân trong vụ ném bom ở thành phố Hiroshima. Khi đó, ông đã bước giai đoạn cuối của bệnh ung thư tá tràng - di chứng từ chất phóng xạ còn đọng lại từ năm 1945.
Ông qua đời ngày 18/4/1966 và được chôn cất tại nghĩa trang Tam, Tokyo.

## Thư viện ảnh

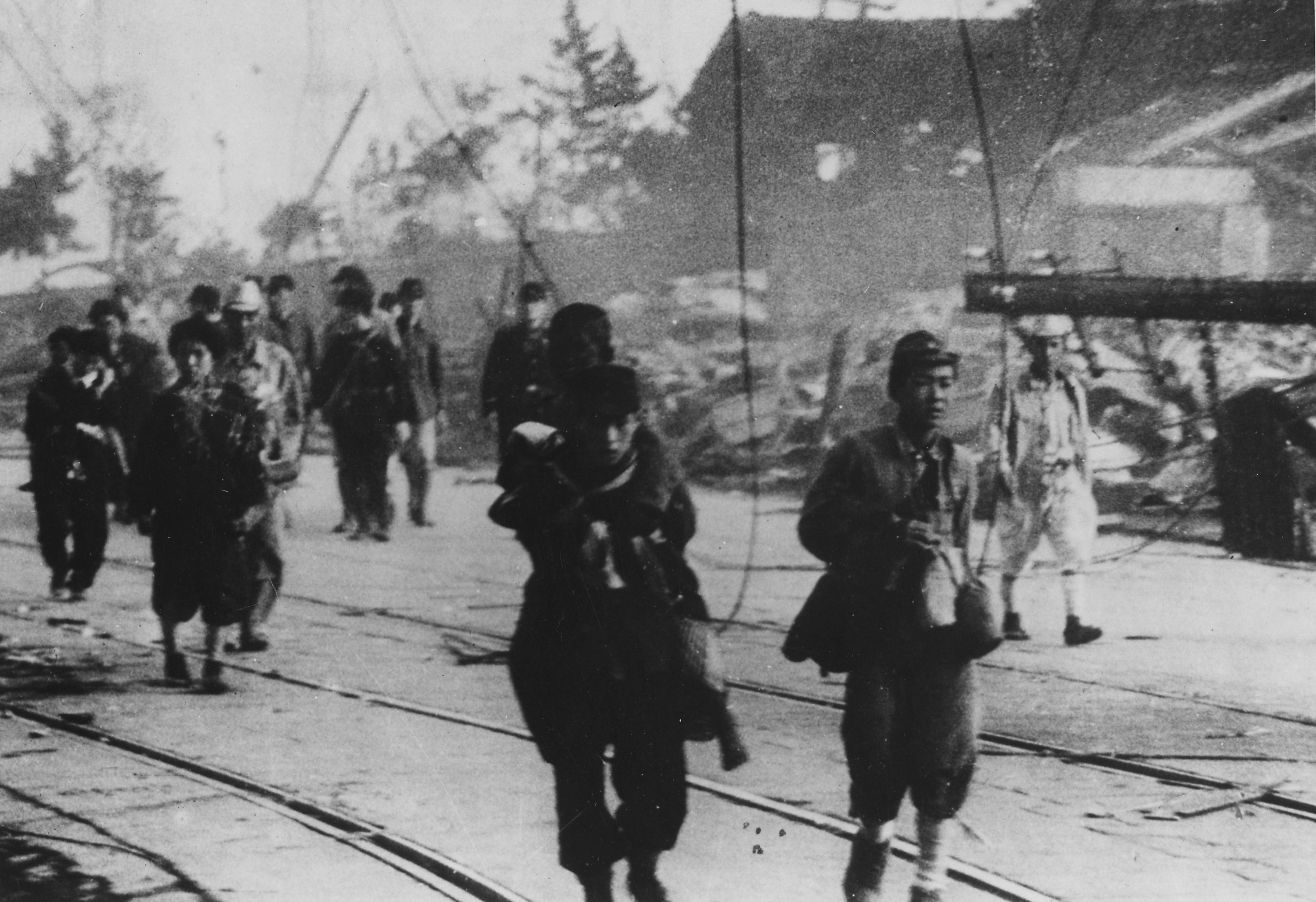
Những người sống sót sau vụ ném bom nguyên tử
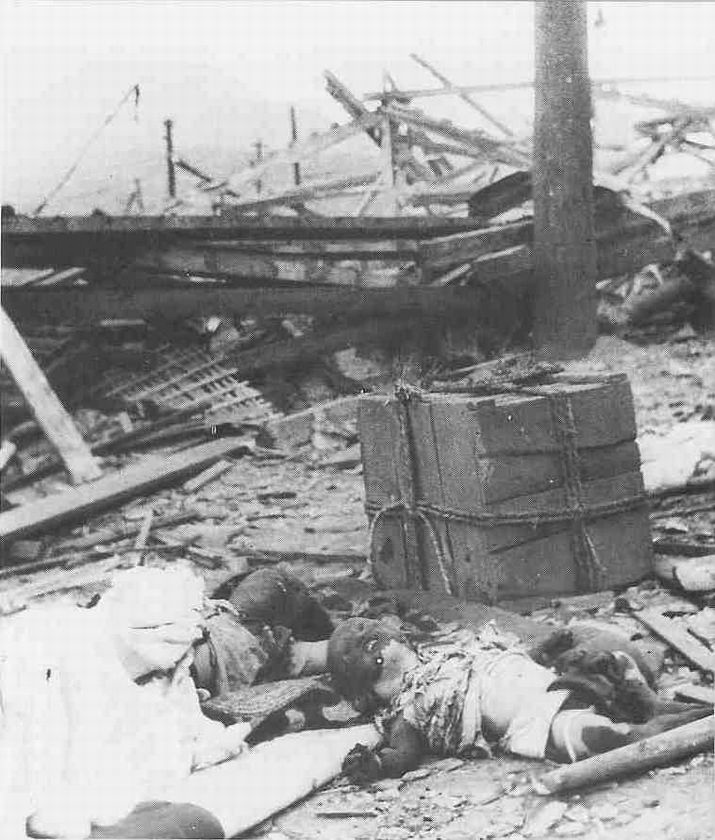
Nạn nhân của bom nguyên tử

## Sách
- Kiroku-shashin: Genbaku no Nagasaki (記録の写真：原爆の長崎). Daiichi Shuppansha, 1952.
- Genbaku no Nagasaki (原爆の長崎). Tokyo: Gakufū Shoin, 1959.
- Hành trình Nagasaki: Những bức ảnh của Yamahata Yosuke 10 tháng 8 năm 1945. San Francisco: Pomegranate, 1995. ISBN 0876543603.
- Nagasaki yomigaeru genbaku shashin (長崎よみがえる原爆写真). Tokyo: NHK, 1995. ISBN 4-14-080231-6.
- (tiếng Nhật) Yamahata Yōsuke (山端庸介). Nihon no shashinka 23. Tokyo: Iwanami, 1998. ISBN 4-00-008363-5.